# Klement Tockner

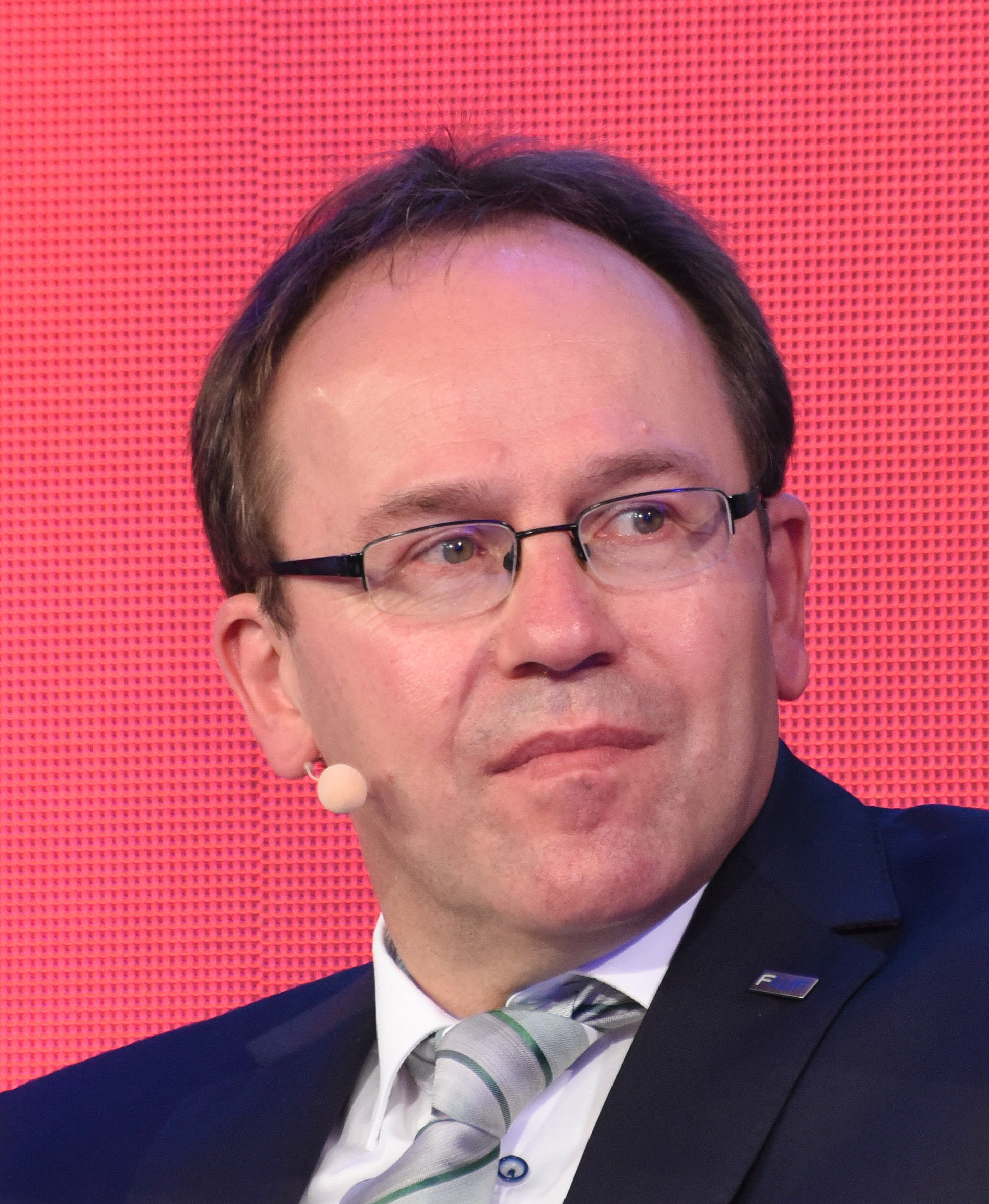
Klement Tockner (2018)

Klement Tockner (* 1. November 1962 in Schöder, Bezirk Murau, Steiermark) ist ein österreichischer Gewässerökologe und Hochschullehrer. Von 2007 bis 2016 war er Professor für Aquatische Ökologie der Freien Universität Berlin und Direktor des Leibniz Instituts für Gewässerökologie und Binnenfischerei (IGB). Von 2016 bis 2020 amtierte er als Präsident des österreichischen Wissenschaftsfonds FWF. Seit 1. Januar 2021 ist er Generaldirektor der Senckenberg Gesellschaft für Naturforschung und Professor für Ökosystemwissenschaften an der Goethe-Universität Frankfurt.

## Leben
Klement Tockner wuchs als siebentes von neun Kindern auf einem Bergbauernhof in der Steiermark auf. Ab 1981 studierte er Zoologie und Botanik an der Universität Wien, wo er 1993 mit einer Dissertation über die Ökologie der Uferbereiche der österreichischen Donau (Stauraum Altenwörth, Wiener Donaukanal und freie Fließstrecke) promovierte. Von 1993 bis 1994 war er als Berater für Gewässermanagement in Ruanda und Uganda tätig. Anschließend kehrte er als Postdoctoral Fellow an die Universität Wien zurück.
1996 wechselte er als Oberassistent an die ETH Zürich, wo er 2005 zum Titularprofessor ernannt wurde. Von 1997 bis 2007 leitete er eine Forschungsgruppe an der Eidgenössischen Anstalt für Wasserversorgung, Abwasserreinigung und Gewässerschutz (EAWAG). 2002 war er JSPS Fellow an der Universität Tōhoku, 2004/05 war er als Gastwissenschaftler am Cary Institute of Ecosystem Studies in Millbrook (New York). 2007 übernahm er die Leitung des Leibniz Instituts für Gewässerökologie und Binnenfischerei in Berlin sowie einen Lehrstuhl für Aquatische Ökologie an der Freien Universität Berlin.
Tockner ist Mitglied in verschiedenen Gremien und Beiräten und berät wissenschaftliche Einrichtungen und Forschungsprojekte weltweit. Dazu zählen unter anderem das Biology Center der Tschechischen Akademie der Wissenschaften in Budweis und das nationale japanische Umweltforschungsinstitut NIES in Tsukuba.
Im Mai 2016 wurde Tockner für vier Jahre zum Präsidenten des österreichischen Wissenschaftsfonds FWF gewählt. Er übernahm diese Aufgabe mit 1. September 2016 von Interimspräsidentin Christine Mannhalter. 2017 wurde er als Nachfolger von Christine Mannhalter zum Vorstandsvorsitzenden der Österreichischen Agentur für wissenschaftliche Integrität (OeAWI) gewählt. Von 2017 bis 2020 führte er den Vorsitz der auf seine Initiative Ende 2016 gegründeten Allianz österreichischer Wissenschaftsorganisationen. Im Dezember 2018 wurde er vom Aufsichtsrat des FWF vorzeitig für eine weitere Funktionsperiode bis August 2024 als Präsident des FWF bestellt.
Seit 1. Jänner 2021 ist Tockner in der Nachfolge von Volker Mosbrugger Generaldirektor der Senckenberg Gesellschaft für Naturforschung in Frankfurt am Main. Senckenberg ist die größte Forschungseinrichtung der Leibniz-Gemeinschaft (850 Mitarbeiterinnen und Mitarbeiter), mit sieben Instituten, drei Museen und elf Standorten. Die Leitung des FWF übernahm ab Jänner 2021 FWF-Vizepräsident Gregor Weihs interimistisch, im Februar 2021 wurde Christof Gattringer zum FWF-Präsidenten gewählt.
Für die Funktionsperiode 2023 bis 2028 wurde er Mitglied des Universitätsrates der Universität Salzburg. Anfang 2024 wurde er vom deutschen Bundespräsidenten Frank-Walter Steinmeier für die Dauer von drei Jahren in den deutschen Wissenschaftsrat berufen.

## Auszeichnungen
- 1999 Liepolt-Preis für Donauforschung
- 2002 Stipendium der Japanese Society for the Promotion of Science
- 2012 Margalef Lecture
- 2013 Fenner Lecture
- seit 2012 korrespondierendes Mitglied der Österreichischen Akademie der Wissenschaften
- seit 2015 Mitglied der Nationalen Akademie der Wissenschaften Leopoldina[16][17]
- 2019 Wikimedia Preis für „Freies Wissen“ (für den FWF)
- seit 2021 ordentliches Mitglied der Akademie der Wissenschaften und der Literatur Mainz[18]

## Publikationen (Auswahl)
- 2009: Rivers of Europe, gemeinsam mit Urs Uehlinger und Christopher T. Robinson, Elsevier-Verlag, Amsterdam 2009, ISBN 978-0-12-369449-2
- Liste an Publikationen: https://scholar.google.de/citations?hl=de&user=QBgylXoAAAAJ&view_op=list_works&sortby=pubdate